# Пироксены
Пироксе́ны — обширная группа цепочечных силикатов. Многие пироксены — породообразующие минералы. Название происходит от греческого "пиро" - огонь и "ксено" - чужой, имя дал Рене Гаюи

## Разновидности
| Минералы             | Состав минералов | Группа    | Основной состав группы    |
| -------------------- | ---------------- | --------- | ------------------------- |
| I. Mg-Fe пироксены   |                  |           |                           |
| 1. Энстатит (En)     | Mg2Si2O6         | Pbca      | (Mg,Fe)2Si2O6             |
| 2. Ферросилит (Fs)   | Fe2Si2O6         | Pbca      | (Mg,Fe)2Si2O6             |
| 4. Клиноферросилит   |                  | P2/c      | (Mg,Fe)2Si2O6             |
| 5. Пижонит           |                  | P2/c      | (Mg,Fe,Ca)2Si2O6          |
| II. Mn-Mg Пироксены  |                  |           |                           |
| 6. Донпикорит        | (Mn,Mg)MgSi2O6   | Pbca      |                           |
| 7. Каноит (Ka)       | MnMgSi2O6        | P21/c     |                           |
| III. Ca Пироксены    |                  |           |                           |
| 8. Диопсид (Di)      | CaMgSi2O6        | C2/c      | Ca(Mg,Fe)Si2O6            |
| 9. Геденбергит(Hd)   | CaFe2+Si2O6      | C2/c      | Ca(Mg,Fe)Si2O6            |
| 10. Авгит            |                  | C2/c      |                           |
| 11 . Йохансенит (Jo) | CaMnSi2O6        | C2/c      |                           |
| 12. Петедунит(Pe)    | CaZnSi2O6        | C2/c      |                           |
| 13. Эссенейит(Es)    | CaFe3+AlSiO6     | C2/c      |                           |
| IV. Ca-Na пироксены  |                  |           |                           |
| 14. Омфацит          |                  | C2/c P2/n | (Na,Ca,Mg)(Mg,Fe,Al)Si2O6 |
| 15. Эгирин-авгит     |                  | C2/c      |                           |
| V. Na Пироксены      |                  |           |                           |
| 16. Жадеит (Jd)      | NaAlSi2O6        | C2/c      | Na(Al,Fe3+)Si2O6          |
| 17. Эгирин (Ae)      | NaFe3+Si2O6      |           |                           |
| 18. Космохлор (Ko)   | NaCr3+Si2O6      | C2/c      |                           |
| 19. Джервисит (Je)   | NaSс3+Si206      | C2/c      |                           |
| VI. Li Пироксены     |                  |           |                           |
| 20. Сподумен         | LiAlSi2O6        | C2/c      |                           |

## Структура
Главным мотивом структуры пироксенов являются цепочки SiO4 тетраэдров, вытянутые по оси с. В пироксенах тетраэдры в цепочках поочередно направлены в разные стороны. У других цепочечных силикатов период повторяемости цепочки обычно больше.
В структуре имеется две неэквивалентные позиции — М1 и М2. Позиция М1 по форме близка правильному октаэдру и в ней располагаются мелкие катионы. Позиция М2 менее правильная и при вхождении в неё крупных катионов (особенно Ca) она приобретает 8-ную координацию, кремниекислородные цепочки смещаются относительно друг друга и структура минерала становится моноклинной.

## Генезис
Пироксены являются исключительно распространенными минералами. Они слагают примерно 4 % массы континентальной земной коры. В океанической коре и мантии их роль значительно больше.
В поверхностных условиях неустойчивы. При метаморфизме пироксены появляются в эпидот-амфиболитовой фации. С увеличением температуры они устойчивы вплоть до полного плавления пород. С увеличением давления меняется состав пироксенов, но не убывает их роль в горных породах. Они исчезают лишь на глубинах больше 200 км.
Пироксены встречаются почти во всех типах земных пород. Одно из объяснений этого факта заключается в том, что средний состав земной коры близок к составу авгитового пироксена.

### Нахождение в космосе
Пироксен является одним из основных минералов лунного реголита (наряду, с оливином, анортитом и ильменитом). Содержание ортопироксена и клинопироксена в образце грунта, доставленного аппаратом Хаябуса с астероида Итокава — 11%.

## Применение

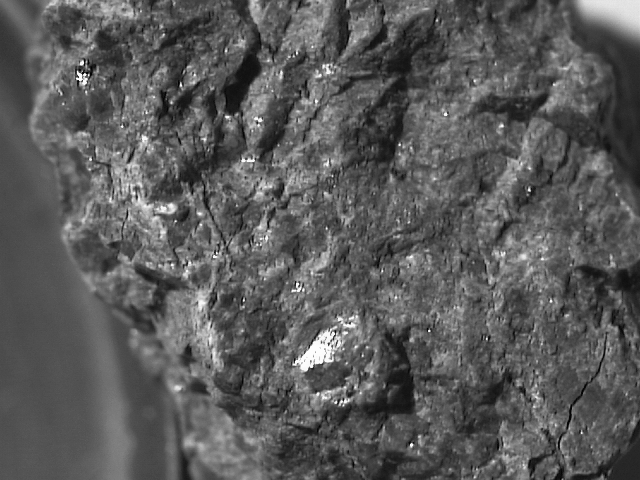
Образец пироксенита, состоящий в основном из пироксеновых минералов

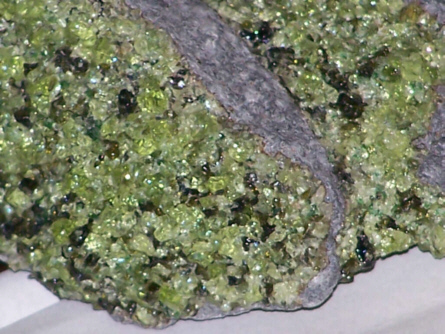
Зелёный перидот оливина

Подавляющее большинство пироксенов не представляет никакого практического интереса. Только сподумен является главным рудным минералом лития, а некоторые редкие разновидности пироксенов применяются в ювелирно-поделочном деле.
Наиболее часто для изготовления ювелирных украшений применяется жадеит (до 1863 года неправильно отождествлявшийся с похожим на него нефритом) и близкие к нему жадеитовые породы. Он был священным камнем у некоторых народов Южной Америки — майя, ацтеков и ольмеков.
Также применяется хромдиопсид — ярко-зелёный диопсид с небольшой примесью хрома. Хромдиопсид типичен для мантийных лерцолитов и кимберлитовые трубки являются важным источником этого минерала. Другой тип месторождений хромдиопсида связан с пегматоидными обособлениями в дунитах. Серьёзным недостатком хромдиопсида является его относительно низкая твердость. Это значительно ограничивает применение в ювелирном деле этого редкого камня. Иногда гранятся диопсиды Слюдянки, которые имеют большую коллекционную ценность. Кроме того, высоко ценятся редкие звездчатые диопсиды из южной Индии.